# Пхачон Мунсан
Пхачон Мунсан (тай. ผจญ มูลสัน; 13 вересня 1968, Накхонсаван, Таїланд) — таїландський боксер, боєць муай-тай, призер Олімпійських ігор.
В муай-тай виступав під ім'ям Пут Кейтлансанг (тай. พุฒ เกียรติลานสาง).

## Виступ на Олімпіаді 1988
- В 1/16 фіналу переміг Маркуса Пріолкса (Австралія) — 5-0
- В 1/8 фіналу переміг Абрахама Торреса (Венесуела) — 3-2
- У чвертьфіналі переміг Ньямаагійн Алтанхуяг (Монголія) — 5-0
- У півфіналі програв Кеннеді Маккінні (США) — RSC 1